# هيروشي ياناكا
هيروشي ياناكا (家中宏 ياناكا هيروشي) هو ممثل ياباني ولد في 10 مارس 1958 في طوكيو.

## أدواره في الأنمي

### مسلسلات أنمي تلفزيونية
- ناروتو - شيكاكو نارا
- ناروتو شيبودن - شيكاكو نارا
- دي جرايمان - ديشا باري
- جنود السايبورغ - آخيل
- ديفل ماي كراي - جو
- دوت هاك ساين - سورا
- دوت هاك روتس - غورد
- إينوياشا - أونيغومو، موسو, ناراكو المتخفي
- إينوياشا فصل الخاتمة - قلب ناراكو، ناراكو المتخفي
- AVENGER - فولك
- سبايدر رايدرز - مانتيد
- ستيتش! - د. هامش الليل
- المنافس الشرس كايجي - إيشيدا
- NOIR - كريسوا
- هيوغيمونو - ناكاغاوا كيوهيدي
- سلايرز - فرموغون
- ترايجان - مارك
- بليد - البارون هوارد
- فري- غورو ساسابي
- فري! Eternal Summer - غورو ساسابي
- غاتشامان كراودز - رئيس الوزراء سوغاياما
- نوراغامي - والد هيوري إيكي
- نوراغامي ARAGOTO - والد هيوري إيكي
- البدلة المتنقلة جاندام: أيتام الدم الحديدي - كورال كونراد
- تيرافورمارز - كو هوندا
- كيزناييفر - العمدة
- قرية الضياع - والد ميتسوموني
- متاعب سايكي كوسوؤو - غوكويا أونيماتسو
- دريفترز - سكيبيو الإفريقي
- مذكرات العطارة -  لومين

### أوفا أنمي
- سوبرنتشرل ذي أنيميشن - غراي بيكر

## أدواره في ألعاب الفيديو
- ناروتو شيبودن: ألتيميت نينجا ستورم ريفولوشن - شيكاكو نارا
- ديجيمون ستوري: سايبر سلوث - أكيمي سويدو

## أدواره في الدبلجة اليابانية
- الهدف - جاك تيلر
- الحلقة - نوا

## وصلات خارجية
- هيروشي ياناكا على موقع IMDb (الإنجليزية)
- هيروشي ياناكا على موقع ألو سيني (الفرنسية)
- هيروشي ياناكا على موقع ميوزك برينز (الإنجليزية)
- هيروشي ياناكا على موقع قاعدة بيانات الفيلم (الإنجليزية)
- هيروشي ياناكا على موقع كينوبويسك (الروسية)
- هيروشي ياناكا على موقع ANN person (الإنجليزية)